# Romanza
Se denomina romanza a un fragmento musical de carácter sentimental escrito para una sola voz o un instrumento que se distingue por su estilo melódico y expresivo. 
Cultivado este género en la Edad Media y después en los siglos XVI, XVII y XVIII de cuyo tiempo se conservan algunas romanzas, adquirió gran boga en tiempo del Directorio y durante la mitad del siglo XIX en Francia y sobre todo en Italia. Entre los más conocidos músicos que escribieron romanzas figuran Garat, Boieldieu, Romagnesi, Mompou, Clapisson, etc. Existen así mismo romanzas de salón y de ópera así como de zarzuela.
La romanza española era interpretada por músicos profesionales, principalmente voz y vihuela, cuyo objetivo era divertir a la nobleza con temas históricos y legendarios. En la edad barroca se identificó con el villancico y en el Clasicismo, con pequeñas cantatas para voz y orquesta. En el género de la zarzuela, la romanza es una canción o aria de tema lírico y fundamentalmente amoroso.